# Privation sensorielle
La privation sensorielle est une méthode de thérapie et peut être utilisée en tant que torture psychologique ou expérience mise au point par la CIA vers 1951-1954 à partir d'expériences qu'elle avait financées en 1951 et faites par le neuropsychologue Donald Hebb sur ses étudiants volontaires à l'Université McGill, à Montréal.

## Description
Cette méthode physiquement non-violente consiste à réduire autant que possible les perceptions sensorielles du sujet par le port d'un casque assourdissant pour le priver de l'audition et d'un bandeau (ou de lunettes) sur les yeux pour l'empêcher de voir et en privant celui-ci du toucher et de l'odorat, puis en l'isolant des contacts humains et des stimulations extérieures (sport, ordinateur etc.) par l'enfermement dans une pièce étroite. Les effets, constatables au bout de quelques jours, sont des hallucinations comparables à des prises de drogues et aboutissent à une régression mentale et un chaos existentiel insupportable.

## Utilisation
Cette torture a été utilisée par la CIA notamment à partir de 2002 au camp de Guantanamo, puis en Irak, où des prisonniers sont incarcérés en privation sensorielle durant de longues périodes. D'autres recours à cette technique sont avérés, notamment à Cuba, où le régime castriste torture ainsi des prisonniers à la Villa Marista, à La Havane, ou en RFA dans les années 1970, lorsque l'état inflige une privation sensorielle aux membres de la RAF, en particulier à Ulrike Meinhof, ce qui la conduira au bord de la folie.  